# Гертвилер
Гертвилер (фр. Gertwiller) насеље је и општина у источној Француској у региону Алзас, у департману Доња Рајна која припада префектури Селестат Ерштајн.
По подацима из 2011. године у општини је живело 1110 становника, а густина насељености је износила 226,99 становника/km². Општина се простире на површини од 4,89 km². Налази се на средњој надморској висини од 180 метара (максималној 245 m, а минималној 165 m).

## Демографија
| 1962. | 1968. | 1975. | 1982. | 1990. | 1999. | 2011. |
| ----- | ----- | ----- | ----- | ----- | ----- | ----- |
| 674   | 730   | 832   | 793   | 774   | 868   | 1.110 |

График промене броја становника у току последњих година